# Киянский, Павел Иванович
Павел Иванович Киянский (Кьяндский) (12 июля 1898, Санкт-Петербург — 26 октября 1982, Киев) — советский актёр театра и кино.

## Биография
Павел Иванович Киянский родился 12 июля 1898 года в Санкт-Петербурге. В 1918 году окончил 10-ю Петербургскую гимназию, где его отец занимал должность преподавателя. В период с 1920 по 1924 год обучался в Школе русской драмы (класс Владимира Давыдова). Учёбу в драматической школе совмещал с игрой в массовых сценах в Ленинградском  академическом театре драмы имени А. С. Пушкина. Также выступал в театре «Комедия». Художественный руководитель Александринского театра Юрий Юрьев предлагал Киянскому остаться в актёрском составе театра «на разовых», но от этого предложения он был вынужден отказаться по финансовым соображениям.
После окончания драматической школы Киянский присоединился к труппе ленинградского театра «Просвещение», где провёл два следующих года. С 1926 по 1928 год играл в Передвижном театре Гайдебурова, после чего он провёл четыре года в Днепропетровском театре русской драмы, пока в 1932 году не занял должность актёра в театре им. Леси Украинки, где ему довелось играть следующие 40 лет.
Дебют в кино в фильме Последний порт. В 1941 году снялся в фильме Таинственный остров, исполнив главную роль Гедеона Спилета, журналиста.
Умер 26 октября 1982 года в Киеве.

### Личная жизнь
Был женат дважды. Первая жена — актриса Александринского театра Екатерина Макаровна Капустина (1898/1899—?). Вторая жена — Раиса Осиповна Кьяндская (1912—1942).

## Творчество

### Фильмография
- 1934 — Последний порт — морской офицер
- 1934 — Хрустальный дворец — Стефан[1].
- 1939 — Щорс — капитан штаба
- 1941 — Богдан Хмельницкий — эпизод[источник?]
- 1941 — Таинственный остров — Гедеон Спилет, военный журналист, друг Сайреса Смита, главная роль
- 1957 — Крутые ступени — телеграфист
- 1957 — Правда — Кузьма Иванович Рыжов
- 1958 — Огненный мост (фильм-спектакль)— Лысов[источник?]
- 1964 — Звезда балета — Николай Леонидович Яворский, главный конструктор
- 1965 — Гадюка — Бронштейн
- 1966 — В город пришла беда — Павел Иванович, врач
- 1966 — Два года над пропастью — подпольщик
- 1969 — Почтовый роман — судебный представитель
- 1970 — Мир хижинам, война дворцам — большевик
- 1970 — Семья Коцюбинских — эпизод[источник?]

### Дубляж
1958 — Боганч (Венгрия) — Мате Галамба.

## Награды
- Народный артист Украинской ССР (1954)[1];
- Заслуженный артист Казахской ССР[источник?].